# دریاچه مرمره
دریاچه مرمره (به ترکی استانبولی: Marmara Gölü) یک دریاچه در استان مانیسا در غرب کشور ترکیه است. این دریاچه منبع ماهیگیری و تفریح برای مردم منطقه است. این منطقه همچنین زیستگاه مناسبی برای بسیاری از پرندگان بوده و یک منطقه زیست محیطی شناخته شده در سطح جهانی برای پرندگان است.